# 小行星5392
小行星5392（英語：5392 Parker）是一颗围绕太阳公转的小行星。1986年1月12日，卡罗琳·舒梅克在帕洛马山发现了此天体。
这颗小行星的绝对星等为96.67690等。